# Collari d'oro al merito sportivo 2013
La cerimonia di premiazione dei collari d'oro al merito sportivo del 2013 si è svolta il 19 dicembre 2013 nel salone d'onore del Comitato olimpico nazionale italiano alla presenza tra gli altri del ministro con delega allo sport Graziano Delrio, del presidente del Comitato Olimpico Nazionale Italiano Giovanni Malagò.
Sono state premiate sessantotto persone tra atleti, dirigenti e tecnici e quindici società sportive relativamente ai risultati ottenuti nel 2012 e nel 2013.

## Collari d'oro al merito sportivo
Sono stati premiati con il collare d'oro al merito sportivo 18 atleti e 1 dirigente:

### Atleti
- Canottaggio: Laura Milani, Elisabetta Sancassani
- Pugilato: Domenico Spada
- Scherma: Valerio Aspromonte, Giorgio Avola, Carolina Erba
- Sport del ghiaccio: Carolina Kostner
- Taekwondo: Carlo Molfetta
- Tennis: Nastassja Burnett, Karin Knapp
- Tiro con l'arco: Mauro Nespoli
- Sport paralimpici: Martina Caironi, Assunta Legnante, Roberto Bragna, Ivano Pizzi, Luca Pizzi, Alessandro Zanardi, Cecilia Camellini

### Dirigenti
- Gianni Petrucci

## Diplomi d'onore
- Canoa-Kayak: Daniele Molmenti
- Pugilato: Giacobbe Fragomeni, Simona Galassi, Clemente Russo
- Scherma: Valerio Aspromonte, Giorgio Avola, Andrea Baldini, Andrea Cassarà, Elisa Di Francisca, Arianna Errigo, Ilaria Salvatori, Valentina Vezzali
- Tennis: Sara Errani, Flavia Pennetta, Francesca Schiavone, Roberta Vinci
- Tiro a segno: Niccolò Campriani
- Tiro a volo: Jessica Rossi
- Tiro con l'arco: Michele Frangilli, Marco Galiazzo
- Sport paralimpici:Oscar De Pellegrin

## Palma d'oro al merito tecnico
Sono state consegnate nove palme d'oro al merito tecnico:
- Taekwondo: Soon Cheul Yoon
- Sport paralimpici: Mario Poletti, Roberto Vernole, Marco Predazzi
- Canoa-Kayak: Mauro Baron
- Scherma: Stefano Cerioni
- Tiro a segno: Valentina Turisini
- Tiro a volo: Albano Pera
- Raffaele Morandini

## Stella d'oro al merito sportivo

### Dirigenti
- Nerio Alessandri
- Giovanni Arvedi
- Gilberto Benetton
- Gianfranco Cameli
- Giorgio Squinzi
- Vincenzo Vittorioso